# Huta Raja (Muara Batang Toru)
Huta Raja is een bestuurslaag in het regentschap Tapanuli Selatan van de provincie Noord-Sumatra, Indonesië. Huta Raja telt 2552 inwoners (volkstelling 2010).